# Otávio Barbosa Aguiar
Dom Otávio Barbosa de Aguiar (Bom Jardim, 22 de abril de 1913 – Maceió, 8 de dezembro de 2004) foi religioso católico brasileiro, o primeiro bispo da Diocese de Palmeira dos Índios. Anteriormente, fora bispo-auxiliar da Arquidiocese de São Luís do Maranhão e bispo titular da Diocese de Campina Grande.

## Biografia
D. Otávio Barbosa Aguiar nasceu em 22 de abril de 1913, em terras do município de Bom Jardim que futuramente dariam origem a Orobó. Foi ordenado sacerdote em 28 de abril de 1935. Nomeado bispo-auxiliar de São Luís, a 6 de novembro de 1954, foi sagrado no dia 30 de janeiro de 1955. Transferido para Campina Grande a 24 de fevereiro de 1956, lá permaneceu até ser escolhido para a Diocese de Palmeira dos Índios, na qual tomou posse em 19 de agosto de 1962.
Também durante seu pastoreio, estabeleceu-se em Palmeira, a 10 de agosto de 1963 a Congregação das Irmãs Missionárias Franciscanas de Asten, Holanda. Dessa mesma congregação religiosa abriu casas em Santana do Ipanema e Pão de Açúcar, respectivamente a 3 de março e 21 de agosto do ano seguinte.
Preocupado com as vocações sacerdotais, inaugurou o Seminário Menor, em 2 de março de 1969, na época com 14 seminaristas. E durante o seu período à frente da diocese chegou a ordenar 10 padres. Ainda no seu episcopado, fundou cinco novas paróquias (S.Cristóvão, em Santana do Ipanema, a 1º de março de 1968;  N. Sra. da Penha, em Batalha, a 8 de setembro de 1968; N. Sra. da Saúde, em Igaci, a 4 de outubro de 1968 e N. Sra. do Rosário, em Inhapi, a 21 de junho de 1976).
Finalmente, após sua renúncia, D. Otávio deixou a diocese, em 29 de março de 1978, passando a residir em Maceió, onde permaneceu até sua morte, em 8 de dezembro de 2004. Seu corpo foi sepultado na Praça do Bom Pastor, ao lado da Catedral de Nossa Senhora do Amparo.
Dom Otávio Aguiar foi Padre Conciliar, participando do Concílio Vaticano II e, era grande amigo de Dom Hélder Câmara.[carece de fontes?]